# 에릭 힌스키
에릭 스캇 힌스키(Eric Scott Hinske, 1977년 8월 5일 ~ )는 외야수와 1루수로 활약한 미국의 은퇴한 프로 야구 선수이자 코치이다. 2019년 현재 그는 애리조나 다이아몬드백스를 위한 수석 타격 코치이다. 힌스키는 토론토 블루제이스, 보스턴 레드삭스, 탬파베이 레이스, 피츠버그 파이리츠, 뉴욕 양키스, 애틀랜타 브레이브스와 다이아몬드백스와 함께 2002년부터 2013년까지 메이저 리그에서 1루수, 3루수, 좌익수와 우익수로 활야하였다. 그는 블루제이스와 함께 2002년 올해의 아메리칸 리그 신안 상을 수상하였다. 그는 또한 시카고 컵스와 로스앤젤레스 에인절스 오브 애너하임을 위한 코치를 지내오기도 하였다.

## 선수 경력

### 초기 경력
위스콘신주 메노샤에서 태어나 메노샤 고등학교에서 수학한 힌스키는 많은 타구 기록들을 깨고, 추가로 그는 러닝백으로서 미식축구를 하기도 하였다. 아칸소 대학교를 위하여 활약한 후, 그는 1998년 아마추어 드래프트의 17번째 라운드에서 시카고 컵스에 의하여 드래프트되었다.
2001년 3월 힌스키는 미겔 카이로를 위하여 오클랜드 애슬레틱스로 이적되었다.

### 토론토 블루제이스
2001년 12월 7일 토론토 블루제이스의 총지배인 J. P. 리치아디는 빌리 코흐를 위하여 애슬레틱스로부터 힌스키와 구원 투수 저스틴 밀러를 취득하여 팀에 청춘기와 활력을 가져오는 데 계획된 운동이다. 힌스키는 2002년 일상의 구성에서 넣어져 3루수를 맡고 팀을 위한 주요 공헌자였으며, 구성에서 2루 자리에서 압도적으로 타구하였다. 자신의 어쩌다 겉만 번지르르한 방어로 초기에 비판을 받은 동안 자신의 배트와 자신의 실수들로 이루어진 힌스키는 24개의 홈런을 치고, 84개의 득점에서 충돌되며 99개의 득점을 매겼다. 그는 또한 22개의 실책에서 전부의 아메리칸 리그 3루수를 이끌었다. 그는 젋은 인정을 받아 "올해의 메이저 리그 베이스볼 신인" 상과 "올해의 스포팅 뉴스 신인" 상을 둘다 수상하였다.
힌스키의 성공적인 2002년 캠페인에 이어 리치아디는 2003년 3월에 그를 5년, 1천 4백 7십 5만 달러로 그를 계약맺었다. 힌스키는 결국적으로 자신의 오른손이 부러져 진단되기 전과 골절과 시즌의 시작을 활약한 후 2003년 시즌의 초기 부분을 통하여 폭락하였다. 결과로서 그는 이전 해의 자신의 수들을 맞출 수 없어 .243의 타구 평균, 12개의 홈런과 63개의 타점과 함께 끝내며, 45개의 2루타와 함께 아메리칸 리그에서 5위를 하였다.
힌스키는 2004년 아직도 자신의 신인 시절의 형성으로 돌아갈 수 없었으며, 15개의 홈런과 69개의 타점과 함께 .248의 타구 평균과 함께 한해를 끝냈다. 힌스키를 위한 긍정적 특징은 3루에서 경력 최저의 7개의 실책을 일으킨 것이며, 그는 .978 점수의 필딩 퍼센티지에서 전부의 3루수들을 이끌었다.
2004년 시즌 후, 블루제이스는 둘다 3루수인 코리 코스키와 시아 힐렌블랜드를 취득하였고, 힌스키는 2005년 시즌을 위하여 1루수로 옮겼다. 그는 자신의 첫 8개의 경기에서 2개의 홈런과 13개의 타점과 함께 2005년을 강하게 시작하였다. 힌스키는 .289의 타구 평균과 .482의 장타율과 함께 4개의 홈런과 17개의 타점으로 4월을 끝냈다. 그는 2005년 시즌을 .262의 타구 평균, 15개의 홈런, 68개의 타점과 .430의 장타율과 함께 끝냈다.
2005년 오프시즌에서 블루제이스에 의하여 라일 오버베이와 트로이 글로스의 취득과 함께 코너의 내야수로서 적은 공간이 있었고, 그는 2006년 시즌을 위하여 알렉스 리오스와 함께 교대에서 한번 더 우익수로 옮겨졌다. 리오스는 완고한 4월을 가진 후 직위를 이겼다.
2006년 힌스키의 주요 포지션이 우익수였어도 경기가 열리는 동안 혹은 대타자의 목적을 위하여 자신의 동료 선수들에 의하여 겪어진 부상들의 이유로 그는 또한 1루와 3루에서 어떤 지점에서 보였다.
6월 27일 리오스는 자신의 다리에 공이 파울된 후, 포도상구균의 감염증을 겪어 15일간 장애자 명단에 놓여 정규 경기의 활동을 보는 데 힌스키를 위하여 방향이 처리되었다. 리오스의 부상에 추가로 7월 힐렌브랜드의 팀으로부터 논쟁적인 이탈이 증가된 활약 시간을 위하여 더욱 많은 기회를 마련하였다.

### 보스턴 레드삭스

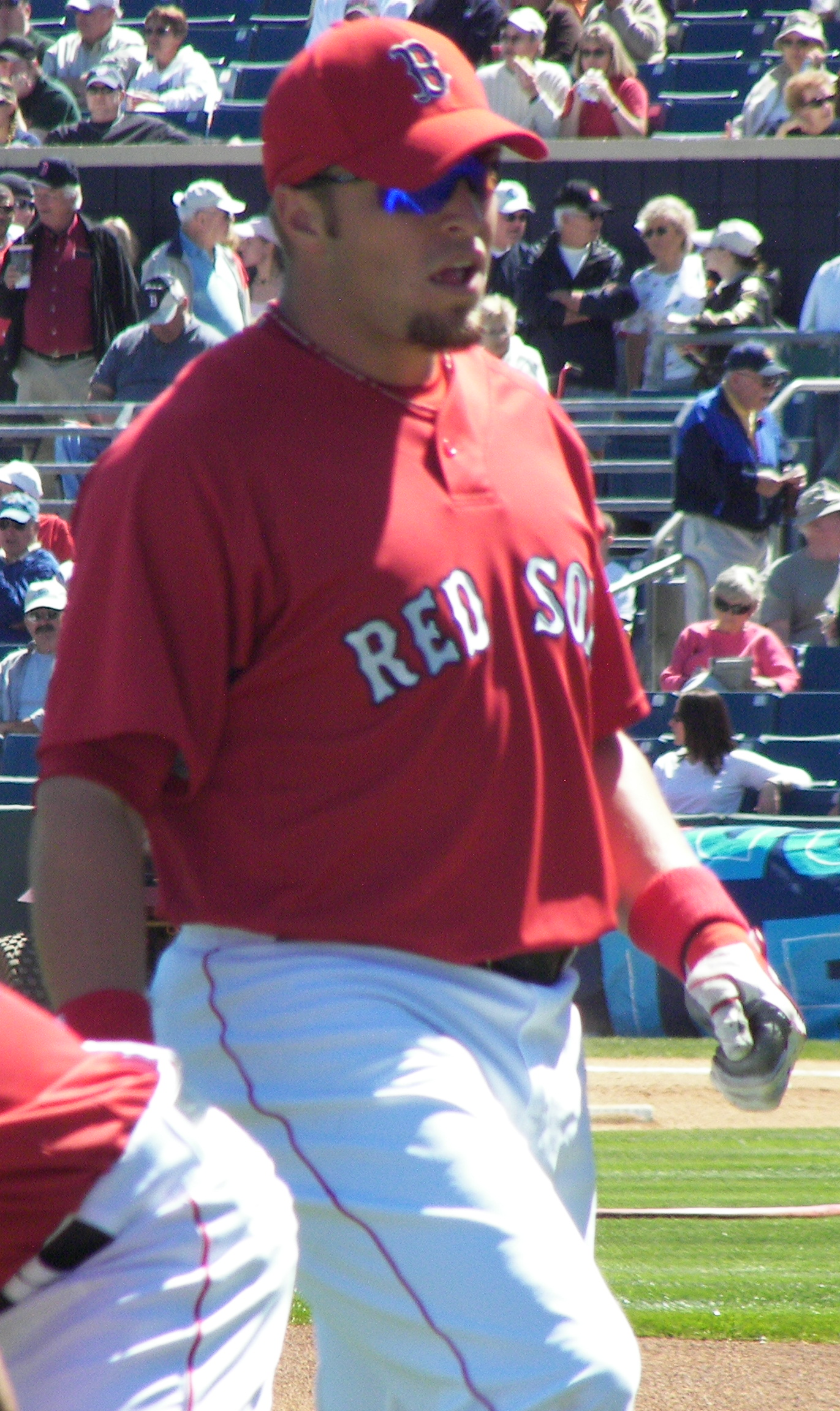
2007년 보스턴 레드삭스와 함께

2006년 8월 17일 힌스키는 후에 임명되는 데 마이너 리그 선수와 돈의 숙고를 위하여 보스턴 레드삭스로 이적되었다. 레드삭스가 시즌의 후반기에서 부상들에 의하여 거대하게 재앙을 입은 이래 그의 다능이 팀을 도움을 주었다. 그는 10개 경기의 연속적 안타와 함께 시즌을 끝냈다. 2007년 5월 17일 힌스키는 자신 경력의 하이라이트가 될수 있었던 것을 가졌다. 디트로이트 타이거스를 상대로 경기의 5번째 이닝에서 공이 힌스키가 맡고 있던 우익에 맞았고, 공이 도달의 외부였던 것으로 보였다. 그러나 그는 충돌로부터 자신의 얼굴을 그라운드로 몰았던 동안 진한 다이빙 포구를 이루었다. 후에 7번째 이닝의 말기에 그는 레드삭스의 불펜으로 하나의 홈런을 쳤다. 힌스키는 레드삭스와 함께 자신이 나온 115개의 경기에서 .226의 타구 평균과 .733의 OPS와 함께 자신의 경력 표준 아래로 한타를 쳤으나 2007년 그들과 함께 자신의 첫 월드 시리즈 링을 받았다.

### 탬파베이 레이스

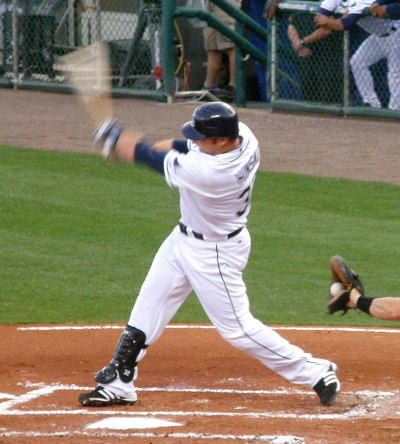
2008년 4월 24일 탬파베이 레이스를 위하여 타구하는 힌스키

2008년 2월 6일 힌스키는 탬파베이 레이스와 봄 훈련으로 초청과 함께 마이너 리그 계약을 맺었다. 3월 29일 그는 40명의 메이저 리그 명부에 추가되었고, 레이스의 오프닝 데이 우익수였다. 자신의 레이스 데뷔에서 힌스키는 볼티모어 오리올스의 출발 선수 제러미 거스리에 우익으로 홈런을 쳤다. 7월 29일 힌스키는 자신의 전 블루제이스 동료 선수 로이 핼러데이에 자신의 100번째 경력 홈런을 쳤다. 그 일이 구장의 내부 홈런이었나, 아닌가의 논쟁이 있었다. 그 일은 후에 공식적으로 전통적 홈런으로 지켜졌다. 정규 시즌의 최종의 날에 힌스키는 자신의 20번째 홈런을 쳐 자신의 60번째 득점에서 몰아 그해의 자신의 10번째 도루를 이루었다. 그 일은 그의 2002년 신인 선수의 해 이래 그가 20개의 홈런을 치는 데 처음이자, 2004년 시즌 이래 10개 혹은 그 이상의 도루를 가지는 데 처음이었다.
2008년 월드 시리즈의 4번째 경기에 대비하여 힌스키는 레이스의 명부에 추가되어 부상을 당한 클리프 플로이드를 대체하였다. 4번째 경기의 5번째 이닝에서 힌스키는 필리스의 출발 선수 조 블랜턴에 중앙으로 410 피트로 측량된 대타자의 홈런을 쳤다.
필라델피아 필리스를 상대로 월드 시리즈의 5번째 경기에서 힌스키는 레이스가 시리즈를 패하기 전에 브래드 리지에 의하여 스트라이크아웃이 된 마지막 타자였다.

### 피츠버그 파이리츠
2009년 1월 30일 힌스키는 1.5백만 달러의 가치에 피츠버그 파이리츠와 함께 1년 계약을 맺었다. 그는 팀을 위하여 54개의 경기를 활약하여 11개의 득점에서 몰아내는 동안 .255 점을 타구하였다.

### 뉴욕 양키스

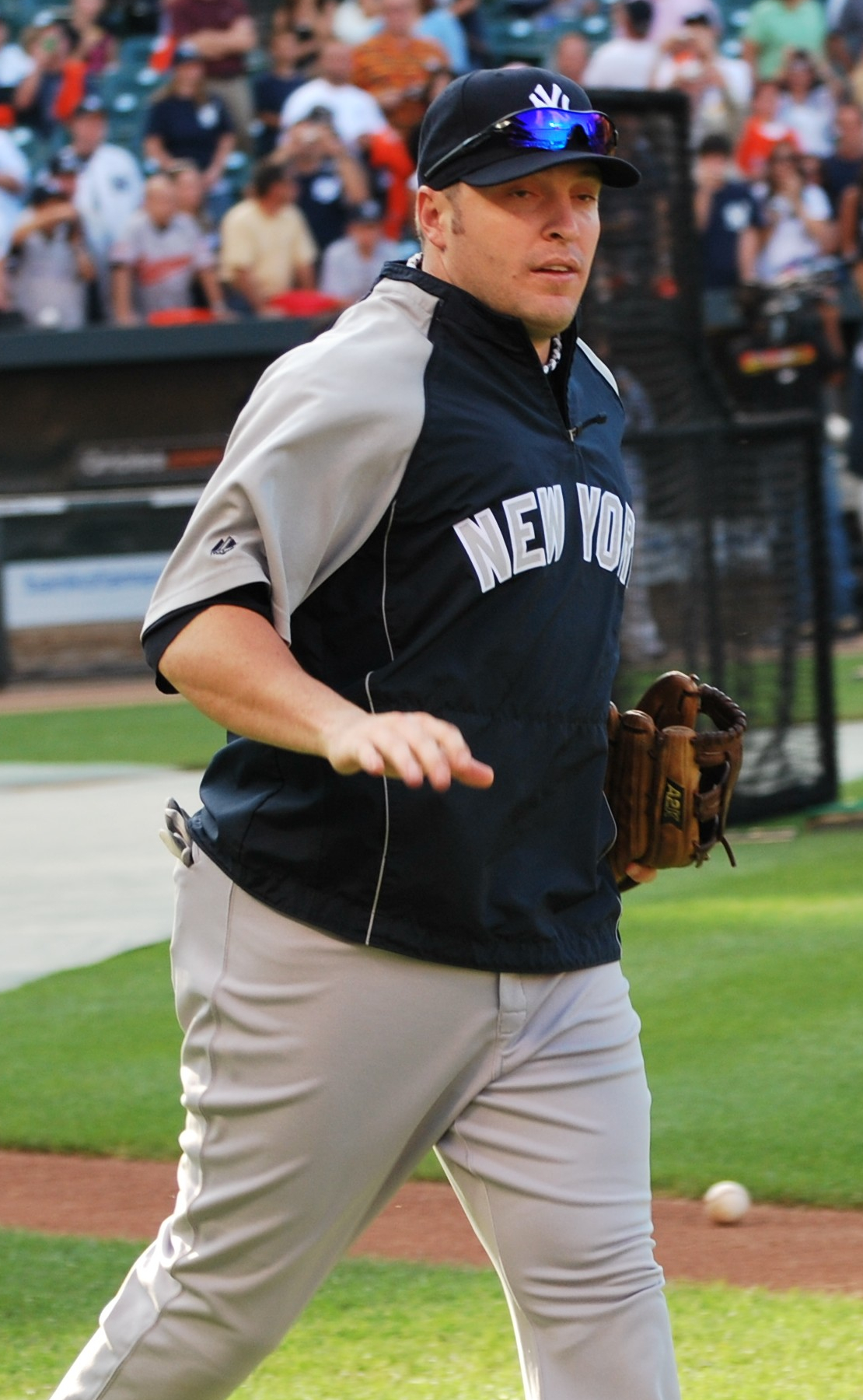
2009년 뉴욕 양키스와 함께

8월 힌스키는 에릭 프라이어와 케이시 에릭슨을 위한 교환에서 파이리츠에서 뉴욕 양키스로 이적되었다. 양키스와 함께 그는 39개의 경기에 84개의 타석에서 7개의 홈런과 함께 .226 점을 타구하였다. 힌스키는 2009년 아메리칸 리그 디비전 시리즈의 첫 라운드와 월드 시리즈를 위하여 양키스의 포스트시즌 명부에 포함되었다. 이 일은 아메리칸 리그 동부에서 온 전부로 그의 3번째 다른 팀과 함께 그의 3연속 월드 시리즈 출연에 특징을 지었다. 추가로 양키스의 우승은 그에게 그의 2번째 월드 시리즈 링을 주었다.

### 애틀랜타 브레이브스
2010년 1월 5일 힌스키가 애틀랜타 브레이브스와 1.5백만 달러의 가치에 1년 계약을 맺었다고 보고되었다. 자신의 첫 브레이브스 타석에서 그는 3루타를 쳤다. 그는 5월 10일 브레이브스의 선수로서 자신의 첫 홈런을 쳤다. 시즌에 그는 131개의 경기에 나와 11개의 홈런과 함께 .256 점을 타구하였다. 그는 또한 4연속 해를 위하여 포스트시즌으로 다시 이루어 샌프란시스코 자이언츠를 상대로 내셔널 리그 디비전 시리즈의 3번째 경기의 8번째 이닝에서 극적의 진취적인 2개의 득점 홈런을 쳤으나 브레이브스는 그 경기를 패하고 4번째 경기에서 탈락되었다. 12월 2일 브레이브스는 2012년을 위한 선택과 함께 힌스키를 1년 계약으로 맺었다.
힌스키는 자신의 극적인 홈런과 자신의 수비에서 무모한 자유 분방으로 2011년 시즌의 초기 동안 "Big Damage"라는 별명이 붙여졌다. 그는 또한 브레이브스의 아나운서들에 의하여 이따금씩 "Big Diesel"이라고 불리었다. 6월 3일 힌스키는 브레이브스를 6 대 3으로 우승하는 도움을 주는 데 뉴욕 메츠의 최종회 프란시스코 로드리게스에 진취적 솔로 홈런을 쳤다.
2012년 5월 11일 힌스키는 마이크 뮤칠린스키 심판이 그가 그의 스윙을 체크하지 않고 스트라이크들에 아웃된 것으로 판결한 후, 뮤칠린스키에 의하여 퇴거되었다.

### 애리조나 다이아몬드백스
12월 4일 보고에 의하면 힌스키가 애리조나 다이아몬드백스와 1년 계약을 맺었다고 한다. 신체 검사를 통과한 후, 계약은 12월 6일 공식적으로 되었다. 2013년 6월 14일 힌스키는 3일 전에 다이아몬드백스와 로스앤젤레스 다저스 간의 싸움이 일어나는 동안 의욕적인 활동으로 5개의 경기를 위하여 출장 정지를 당하였으며, 후에 하나 만의 경기로 축소되었다. 그는 6월 28일 지정을 위하여 지명되었다.

## 스카우팅과 코치 경력
2013년 시즌에 이어 힌스키는 양키스에 재가입하였으며 이번에는 스카웃으로였다. 그는 양키스와 계약을 맺는 데 브라이언 매캔을 확신시키는 도움을 주었다. 양키스의 스카웃으로 한달 후, 힌스키는 12월 13일 시카고 컵스에 의하여 그들의 수석 타격 코치가 되는 데 기용되었다. 2014년 10월 9일 그는 같은 조직 안에서 수석 타격 코치의 포지션을 차지하였다. 2016년 힌스키는 그해 월드 시리즈에서 컵스가 클리블랜드 인디언스를 7개의 경기에서 꺾을 때 자신의 3번째 월드 시리즈 링을 받았다. 그는 2017년 10월 23일 로스앤젤레스 에인절스 오브 애너하임에 의하여 그들의 타격 코치가 되는 데 기용되었다. 한 시즌 후, 그는 제러미 리드에 의하여 대체되었다.
2023년 1월 3일 뉴욕 메츠는 힌스키가 그해 시즌을 위하여 팀의 보조 타수 코치로 기용되었다는 것을 공고하였다.  그는 메츠의 감독으로서 카를로스 멘도사의 기용에 이어 2024년 시즌을 위하여 유지되지 않았다.

## 개인 생활
고교 시절에 그는 야구, 농구와 미식축구를 활약하여 그 전부 3개의 스포츠에서 우수 선수였다. 힌스키와 부인 캐스린은 2남 1녀를 두었는 데  애바 (2007년 8월 8일 생)와 딜런(2010년 2월 9일 생),  그리고 에이든 제이스(A. J., 2013년 10월 31일 생)이다.
힌스키는 메탈 음악을 듣는 것을 즐기며, 그의 좋아하는 노래는 판테라의 〈Walk〉이다.

## 연도별 타격 성적
| 연 도      | 소 속      | 경 기 | 타 석 | 타 수 | 득 점 | 안 타 | 2 루 타 | 3 루 타 | 홈 런 | 루 타 | 타 점 | 도 루 | 도 루 자 | 희 생 번 | 희 생 플 | 볼 넷 | 고 4 | 사 구 | 삼 진 | 병 살 타 | 타 율 | 출 루 율 | 장 타 율 | O P S |
| ---------- | ---------- | ----- | ----- | ----- | ----- | ----- | ------- | ------- | ----- | ----- | ----- | ----- | -------- | -------- | -------- | ----- | ---- | ----- | ----- | -------- | ----- | -------- | -------- | ----- |
| 2002년     | TOR        | 151   | 650   | 566   | 99    | 158   | 38      | 2       | 24    | 272   | 84    | 13    | 1        | 0        | 5        | 77    | 5    | 2     | 138   | 12       | .279  | .365     | .481     | .846  |
| 2003년     | TOR        | 124   | 514   | 449   | 74    | 109   | 45      | 3       | 12    | 196   | 63    | 12    | 2        | 0        | 5        | 59    | 1    | 1     | 104   | 11       | .243  | .329     | .437     | .766  |
| 2004년     | TOR        | 155   | 634   | 570   | 66    | 140   | 23      | 3       | 15    | 214   | 69    | 12    | 8        | 0        | 6        | 54    | 2    | 4     | 109   | 14       | .246  | .312     | .375     | .687  |
| 2005년     | TOR        | 147   | 537   | 477   | 79    | 125   | 31      | 2       | 15    | 205   | 68    | 8     | 4        | 0        | 6        | 46    | 4    | 8     | 121   | 8        | .262  | .333     | .430     | .763  |
| 2006년     | TOR/BOS    | 109   | 312   | 277   | 43    | 75    | 17      | 2       | 13    | 135   | 34    | 2     | 2        | 0        | 0        | 35    | 2    | 0     | 79    | 8        | .271  | .353     | .487     | .840  |
| 2007년     | BOS        | 84    | 218   | 186   | 25    | 38    | 12      | 3       | 6     | 74    | 21    | 3     | 0        | 0        | 1        | 28    | 2    | 3     | 54    | 7        | .204  | .317     | .398     | .715  |
| 2008년     | TB         | 133   | 432   | 381   | 59    | 94    | 21      | 1       | 20    | 177   | 60    | 10    | 3        | 0        | 1        | 47    | 4    | 3     | 88    | 13       | .247  | .333     | .465     | .798  |
| 2009년     | PIT/NYY    | 93    | 224   | 190   | 31    | 46    | 12      | 0       | 8     | 82    | 25    | 1     | 0        | 0        | 2        | 27    | 1    | 5     | 52    | 2        | .242  | .348     | .432     | .780  |
| 2010년     | ATL        | 131   | 320   | 281   | 38    | 72    | 21      | 1       | 11    | 128   | 51    | 0     | 0        | 0        | 3        | 33    | 5    | 3     | 75    | 4        | .256  | .338     | .456     | .793  |
| 2011년     | ATL        | 117   | 264   | 236   | 24    | 55    | 10      | 0       | 10    | 95    | 28    | 0     | 1        | 0        | 1        | 26    | 1    | 1     | 71    | 5        | .233  | .311     | .403     | .713  |
| 2012년     | ATL        | 91    | 147   | 132   | 9     | 26    | 7       | 1       | 2     | 41    | 13    | 0     | 0        | 0        | 1        | 14    | 2    | 0     | 41    | 5        | .197  | .272     | .311     | .583  |
| 2013년     | ARZ        | 52    | 58    | 52    | 2     | 9     | 3       | 0       | 1     | 15    | 6     | 0     | 0        | 0        | 0        | 6     | 0    | 0     | 17    | 2        | .173  | .259     | .288     | .547  |
| 통산：12년 | 통산：12년 | 1387  | 4310  | 3797  | 549   | 947   | 240     | 18      | 137   | 1634  | 522   | 61    | 21       | 0        | 31       | 452   | 29   | 30    | 949   | 91       | .249  | .332     | .430     | .762  |

- 2012년 기준